# 草甸老鹳草
草甸老鹳草（学名：Geranium pratense var. affine）为牻牛儿苗科老鹳草属下的一个变种。
喜湿润，生于林缘、林下、灌丛间及山坡草甸和河边湿地。

## 扩展阅读
- 維基物種上的相關：草甸老鹳草